# Oliveira do Hospital
Pour les articles homonymes, voir Oliveira.
Oliveira do Hospital est une municipalité (en portugais : concelho ou município) du Portugal, située dans le district de Coimbra et la région du Centre. Elle a une superficie de 234,52 km² et une population de 19 331 habitantes (2018).

## Géographie
Oliveira do Hospital est limitrophe :
- au nord, de Nelas,
- à l'est, de Seia,
- au sud, d'Arganil,
- à l'ouest, de Tábua,
- au nord-ouest, de Carregal do Sal.

## Histoire
Oliveira do Hospital a été érigée en municipalité en 1514.

## Démographie
| 1801 | 1849  | 1900   | 1930   | 1960   | 1981   | 1991   | 2001   | 2004   |
| ---- | ----- | ------ | ------ | ------ | ------ | ------ | ------ | ------ |
| 727  | 9 616 | 27 324 | 26 030 | 26 287 | 23 554 | 22 584 | 22 112 | 21 901 |

## Subdivisions
La municipalité d'Oliveira do Hospital groupe 21 paroisses (freguesia, en portugais) :
- Aldeia das Dez
- Alvoco das Várzeas
- Avô
- Bobadela
- Ervedal
- Lagares da Beira
- Lagos da Beira
- Lajeosa
- Lourosa
- Meruge
- Nogueira do Cravo
- Oliveira do Hospital : a rang de « cité »
- Penalva de Alva
- Santa Ovaia
- São Gião
- São Paio de Gramaços
- São Sebastião da Feira
- Seixo da Beira
- Travanca de Lagos
- Vila Franca da Beira
- Vila Pouca da Beira

La municipalité est membre de la communauté intermunicipale du Pinhal depuis 2004.